# Riu Târnava Mare
El riu Târnava Mare ("Gran Târnava"; hongarès: Nagy-Küküllő; alemany: Große Kokel) és un riu de Romania. La seva longitud total és de 223 km (139 mi) i la seva mida de la conca és de 3.666 km². El seu naixement es troba a les muntanyes dels Carpats orientals, prop de les fonts del Mureș i Olt al comtat d'Harghita. Travessa els comtats romanesos de Harghita, Mureș, Sibiu i Alba. Les ciutats d'Odorheiu Secuiesc, Sighișoara i Mediaș es troben a la Târnava Mare. S'uneix a la Târnava Mică a Blaj, formant la Târnava.

## Ciutats i pobles
Les següents ciutats i pobles estan situats al llarg del riu Târnava Mare, des del naixement fins a la desembocadura: Subcetate, Zetea, Bradesti, Odorheiu Secuiesc, Feliceni, Mugeni, Porumbeni, Cristuru Secuiesc, Secuieni, Sighisoara, Daneș, Dumbrăveni, Dârlos, Mediaş, Copsa Mica, Micăsasa, Valea Lungă i Blaj.

## Afluents
Els següents rius són afluents del riu Târnava Mare (des del naixement fins a la desembocadura):
Esquerra: Chiuveş, Vărşag, Şicasău, Paraul Băutor, Desag, Bradesti, Gorom, hodós, Mugeni, Paraul Caprelor, Scroafa, Paraul Cărbunarilor, Daia, Şapartoc, Valea dracului, Vâlcăndorf, SAES, Criş, Laslea, Valchid, Biert, Atel, Valea Mare, Buzd, Moșna, Ighiș, Vorumloc, Vișa, Șeica, Soroștin, Cenade, Spătac i Veza.
Dreta: Tartod, Creanga Mică, Pârâul Rece, Senced, Busniac, Pârâul Sărat, Cireșeni, Beta, Tăietura, Fâneața Îngustă, Feernic, Goagiu, Eliseni, Rogoz, Valea Morii, Prod, Fântâna Veteului, Giacea Veteului, Șucășă, Șucăș Chesler i Valea Lungă.

## LIC Târnava Mare
L'hàbitat de pastures seques al costat del riu ara forma part d'un Lloc d'Importància Comunitària (LIC).